# Aleksandrov
Aleksandrov (tiếng Nga: Александров, IPA: [ɐlʲɪˈksandrəf]) là một thị trấn và trung tâm hành chính của huyện Aleksandrovsky thuộc Tỉnh Vladimir, Nga, cách Moskva 120 kilômét (75 mi) về phía đông bắc. Dân số: 61,551 (Điều tra dân số 2010); 64,824 (Điều tra dân số 2002); 68,220 (Điều tra dân số năm 1989).

## Địa vị hành chính
Theo khung phân cấp hành chính Nga, Aleksandrov đóng vai trò là trung tâm hành chính của huyện Aleksandrovsky. Thị trấn of Aleksandrov được hợp nhất vào Huyện tự quản Aleksandrovsky với tên Khu định cư đô thị Aleksandrov.